# أسبوع المتعلمين البالغين
أسبوع المتعلمين البالغين هو مهرجان دولي لتعليم البالغين . ومبادرة تابعة لليونسكو احتُفِلَ بها للمرة الأولى في الولايات المتحدة الأمريكية في أواخر الثمانينيات، حيث كانت هناك خطوة لإنشاء احتفال واسع النطاق بتعليم البالغين من قبل الجمعية الأمريكية لتقديم التعليم (AAAE).
في عام 1990، اجتمعت الدول في جومتين لحضور مؤتمر التعليم للجميع العالمي.  وكان الغرض من المؤتمر تحديد أهداف الوصول إلى التعليم الأساسى واستكماله وخفض مستوى الأمية بين البالغين إلى نصف مستواه في عام 1990 بحلول عام 2000.
يتم الاحتفال بأسبوع المتعلمين البالغين في الكثير من البلدان حول العالم.  وتكون حملة شعبية يقودها قطاع التعليم المجتمعي .

## أسبوع المتعلمين البالغين في المملكة المتحدة
في المملكة المتحدة ، قام المعهد الوطني للبالغين وإكمال التعليم بتنسيق أسبوع المتعلمين البالغين لمرة الأولى في عام 1992.
اليوم يعد أسبوع المتعلمين البالغين أكبر مهرجان للتعلم في المملكة المتحدة، والغرض منه هو زيادة الطلب على التعلم والمهارات. وتسليط الضوء على فوائد التعلم بشتى أنواعه، والتعلم من أجل العمل، والتعلم غير الرسمي ، وكذلك التعلم من أجل تطوير الذات . كما احتفل بأسبوع المتعلمين البالغين للمرة العشرين في إنجلترا، في الفترة من 14 إلى 20 مايو سنة 2011 
يُعرف هذا الأسبوع في المملكة المتحدة الآن باسم مهرجان التعلم 
وتدعم المبادرة من الصندوق الاجتماعي الأوروبي ، ووزارة الأعمال والابتكار والمهارات ، ومؤسسة نيكست ستيب، وبي بي سي ، والجامعة المفتوحة ، وشركة بيرسون (بي إل سي) .

## أسبوع المتعلمين البالغين في أستراليا
يدعم أسبوع المتعلمين البالغين في أستراليا من قبل وزارة التوظيف وعلاقات العمل في الكومنولث (DEWR) وينسق من قبل مؤسسة التعلم للبالغين في أستراليا.
أسبوع المتعلمين البالغين يمتد من 1 إلى 8 سبتمبر ويتضمن اليوم الدولى لمحو الأمية ، الذي يحتفل سنويًا في يوم 8 سبتمبر.
"تعود أصول أسبوع المتعلمين البالغين في أستراليا بشكل مباشر إلى المملكة المتحدة". 
في عام 1995، حصلت مؤسسة التعلم للبالغين (الجمعية الأسترالية لتعليم البالغين) على منحة لإجراء مشروع تجريبي وطني لأسبوع المتعلمين للبالغين. ثم تم توفير التمويل الحكومي، واستمر ذلك من أجل التنسيق المحلى لأسبوع المتعلمين البالغين.
لمدة 29 عامًا، حظي أسبوع المتعلمين البالغين بدعم الحكومة الأسترالية لعدة أسباب، ولكن السبب الرئيسي هو أنه يجذب البالغين الذين يتمتعون ببعض أو كل الخصائص التالية:
سيحتفل أسبوع المتعلمين البالغين بمناسبة مرور 30 عامًا في أستراليا في عام 2025.

## روابط خارجية
- الموقع الرسمي لأسبوع المتعلمين البالغين في أستراليا
- حول أسبوع المتعلمين البالغين، موقع الحكومة الأسترالية
- الموقع الرسمي لمهرجان التعلم في المملكة المتحدة